# إنتربرايز دي بي
```
إنتربرايز دي بي
 أو 
EnterpriseDB
 ( 
EDB
 ) هي شركة 
أمريكية
 تقدم برامج وخدمات تعتمد على قاعدة البيانات مفتوحة المصدر 
PostgreSQL
 (المعروفة أيضًا باسم 
Postgres)،
 وهي واحدة من أكبر المساهمين في Postgres. 
[
2
]
 تقوم EDB بتطوير ودمج تحسينات الأداء والأمان وإمكانية الإدارة في Postgres لدعم أحمال العمل على مستوى المؤسسة. كما طورت EDB توافق قاعدة البيانات مع 
Oracle
 لتسهيل 
نقل
 أحمال العمل من Oracle إلى EDB Postgres ودعم تشغيل العديد من أحمال عمل Oracle على EDB Postgres. 
[
3
]
```

## تاريخ
تأسست EDB في عام 2004، وفي عام 2005، قدمت قاعدة البيانات الخاصة بها، EnterpriseDB 2005. تم تسميتها كأفضل حل لقاعدة البيانات في LinuxWorld في ذلك العام.  قامت EDB بإعادة تسمية قاعدة البيانات EnterpriseDB Advanced Server في إصدارها في مارس 2006. تمت إعادة تسمية قاعدة البيانات إلى Postgres Plus Advanced Server في مارس 2008.  في أبريل 2016، مع تقديم منصة EDB Postgres، وهي منصة إدارة البيانات المتكاملة بالكامل من الجيل التالي، تمت إعادة تسمية قاعدة البيانات إلى EDB Postgres Advanced Server. 
في عام 2020، استحوذت EDB على شركة 2ndQuadrant،  وهي شركة عالمية متخصصة في حلول وأدوات PostgreSQL ومقرها المملكة المتحدة، لتصبح الشركة الرائدة في سوق PostgreSQL. 
عملت EDB في البداية تحت قيادة إد بوياجيان بصفته رئيسًا ومديرًا تنفيذيًا. تم تعيين كيفن دالاس كرئيس تنفيذي في أغسطس 2023. 

## ملكية
تم شراء EnterpriseDB بواسطة شركة Great Hill Partners في عام 2019.  وفي يونيو 2022، اشترت شركة Bain Capital Private Equity حصة الأغلبية في الشركة،  مع بقاء Great Hill Partners مساهمة مهمًا.